# Trachylepis binotata
Espèce
Synonymes
- Euprepes binotatus Bocage, 1867
- Mabuya binotata (Bocage, 1867)

Trachylepis binotata est une espèce de sauriens de la famille des Scincidae.

## Répartition
Cette espèce se rencontre dans le nord de la Namibie et dans le sud de l'Angola.

## Publication originale
- Bocage, 1867 : Segunda lista dos reptis das possessões portuguezas d’Africa occidental que existem no Museu de Lisboa. Jornal de Sciencias Mathematicas, Physicas e Naturaes Academia Real das Sciencias de Lisboa, vol. 1, p. 217-228 (texte intégral).